# Кім Чен Ір
Кім Чен Ір (кор. 김정일, 金正日, Gim Jeong(-)il, Kim Chŏngil, за системою Концевича — Кім Джон'іль; ім'я при народженні — Юрій Ірсенович Кім; 16 лютого 1941, Вятське, Хабаровський край, РРФСР, СРСР або 16 лютого 1942, Хакутосан, Канкьо-нандо, Генерал-губернаторство Корея, Японська імперія — 17 грудня 2011, Пхеньян, КНДР) — північнокорейський державний, політичний, партійний та військовий діяч, керував КНДР 1994—2011.
Обіймав посади голови Державного комітету оборони Північної Кореї (1993—2011), генерального секретаря ЦК Трудової партії Кореї (1997—2011), Верховного головнокомандувача Корейської народної армії (1991—2011), син президента КНДР Кім Ір Сена.
На відміну від батька мав титул «Великий керівник» (위대한 령도자), раніше, до смерті батька — «Улюблений керівник» (친애하는 지도자). Його також часто називали «Полководцем» (장군).

## Біографія
Кім Чен Ір народився, згідно з північнокорейською історіографією, 16 лютого 1942 року. Саме цей день відзначали в КНДР як національне свято. Місце народження: за офіційною версією, — табір корейських партизанів у районі гори Пекту (Північна Корея), за неофіційною, — село Вятське, за 70 км від Хабаровська (Далекий Схід, РРФСР). Саме через факт народження на радянській території Кім Чен Ір отримав при народженні російське ім'я Юрій та по батькові Ірсенович — Юрій Ірсенович Кім.
Дитинство провів у селі В'ятському, де розташовувалася 88-а окрема бригада Червоної армії, батальйоном якої командував його батько — майбутній керівник КНДР Кім Ір Сен. У листопаді 1945 року разом із сім'єю переїхав до Пхеньяна (Північна Корея).
Під час корейської війни 1950—1953 років із сім'єю евакуювався до Китаю. Закінчив китайську початкову школу. Після закінчення війни вступив до військового училища поблизу Пхеньяна.
В 1960—1964 роках навчався у Пхеньянському державному університеті імені Кім Ір Сена. Після його закінчення працював в особистій охороні батька, потім в апараті ЦК Трудової партії Кореї (ТПК) під керівництвом дядька Кім Ен Дю, завідувача організаційно-інструкторським відділом ЦК ТПК.
В 1970‑ті роки увійшов до вищого партійного керівництва країни.
З 24 грудня 1991 року був верховним головнокомандувачем Корейською народною армією. 20 квітня 1992 року йому надано звання маршала.
З 1993 року був головою Комітету оборони КНДР. Відповідно до змін у конституції, прийнятих 5 вересня 1998 року, це «найвища державна посада, що передбачає керівництво і командування політичними, військовими та економічними силами країни». Інститут президентства в країні було скасовано. Згодом його було переобрано 5 вересня 1998 року. 3 вересня 2003 року знову переобрано на посаду голови Комітету оборони на черговий п'ятирічний термін під час першої сесії Верховного народного зібрання 11-го скликання.
8 жовтня 1997 року його було обрано генеральним секретарем ЦК ТПК. Фактично з 1994 року, після смерті Кім Ір Сена, й по 17 грудня 2011 року, коли Кім Чен Ір помер, він одноосібно керував країною і ТПК.
Кім Чен Ір — двічі герой КНДР. Його було нагороджено орденом «Державного прапора» 1-го ступеня, трьома орденами Кім Ір Сена, медаллю «Золота зірка». Загалом, він мав приблизно 120 почесних нагород і титулів різних країн світу і самої КНДР.
Автор численних робіт з теорії та практики ідей «чучхе». У Північній Кореї його називали «дорогим керівником», «дороговказною зіркою», «сонцем майбутнього».
Кім Чен Ір рідко з'являвся на публіці, виступав зазвичай тільки перед військовослужбовцями. До 2000 року за кордон не виїжджав і зустрічей із головами іноземних держав не проводив. Свій перший, неофіційний, візит провів 29—31 травня 2000 року до Китаю.

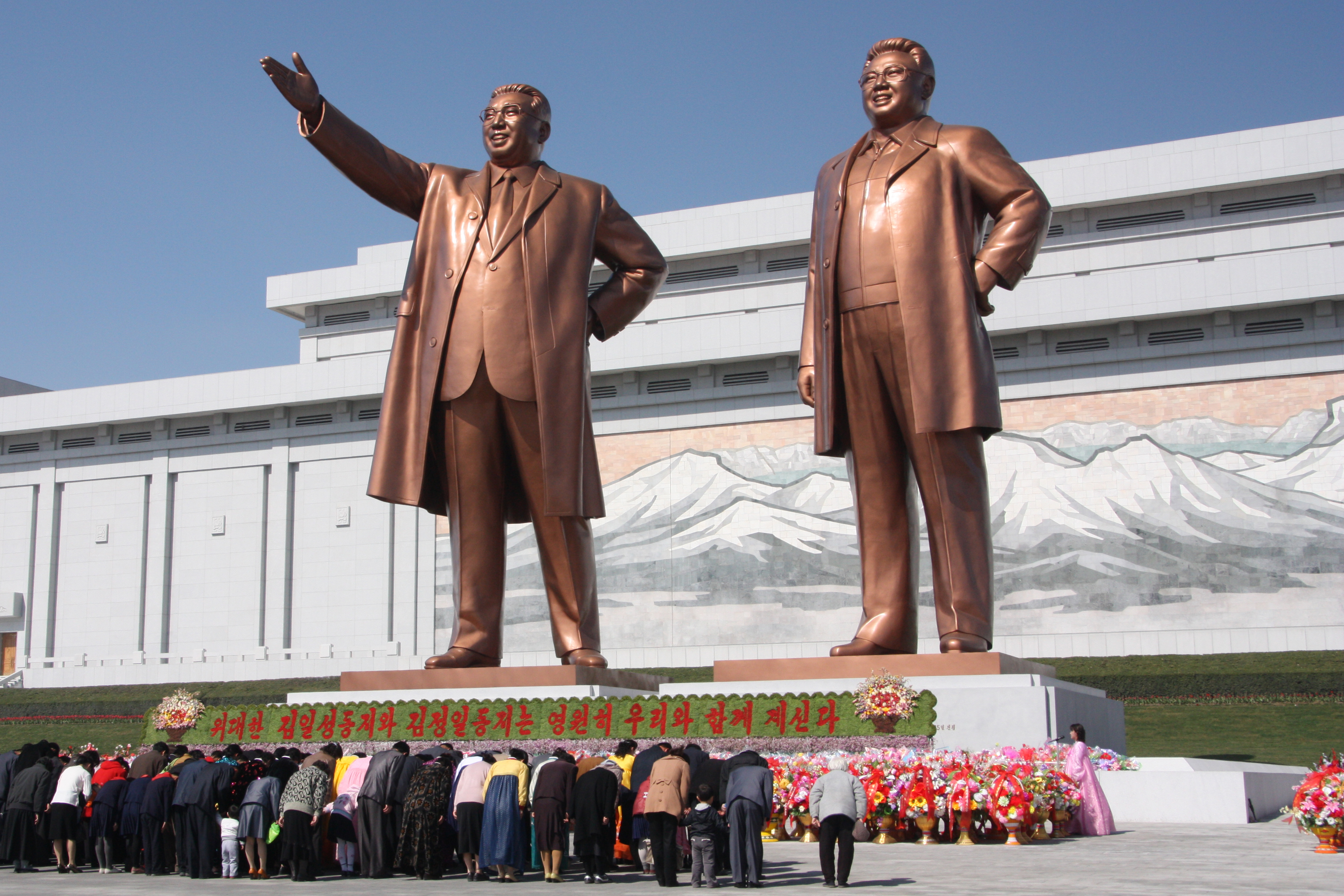
Пам'ятник вождям КНДР

Двічі, у 2001 і 2002 роках, відвідав Росію. Перший офіційний візит на запрошення президента Володимира Путіна, тривав 24 дні, з 26 липня по 18 серпня 2001 року. Значну частину візиту до Росії Кім Чен Ір провів у поїзді, що перетнув Росію Транссибірською магістраллю. Кім Чен Ір боявся літати літаками.
Про сімейний стан Кім Чен Іра офіційно ніколи не повідомлялося. За неофіційними даними, у нього були чотири дружини і три сини.

## Культ особи
За Кім Чен Іра в Північної Кореї було встановлено культ особи, що мав напіврелігійний характер. Портрети Кім Чен Іра прикрашали всі суспільні установи, а за будь-яку критику в бік керівника карали тюремним терміном у концентраційному таборі. У країні вважали, що Кім Чен Ір чудовий композитор, при чому шість опер, авторство яких йому приписують, було написано за два роки. Північнокорейське телебачення щодня демонструвало любов народу до свого лідера, пропаганда розповідала про надздібності Кім Чен Іра маніпулювати часом і простором.
Хоча Кім Чен Ір народився 1941 року в Росії, на Далекому Сході, офіційна пропаганда стверджує, що він народився в партизанському таборі, розбитому на найвищій вершині Північної Кореї, і у цей момент на небі з'явилися подвійна веселка і яскрава зоря. Існує легенда про те, що трирічний Кім Чен Ір надихнув великий партизанський загін батька на вирішальну атаку, при чому в одній руці його був пістолет, а іншою він тримався за гриву коня. Кім Чен Іра було нагороджено званням Героя КНДР (двічі), Орденів Кім Ір Сена (тричі), премії Кім Ір Сена, нагороджено 89 орденами й медалями 29 країн, він мав звання почесного доктора наук кількох іноземних університетів. Його праці «Про ідеї чучхе», «Про деякі питання, що виникають при вивченні філософії чучхе», «Про кіномистецтво», «Про літературу, засновану на принципі чучхе» вважають класичними. Він також великий архітектор, що створив план «Башти Чучхе» в Пхеньяні[джерело?]. Кім Чен Ір у 2003—2011 роках щорічно входив до трійки лідерів найлютіших диктаторів, яку складає американський журнал «Parade». У 2003 і 2004 роках він посідав перше місце цього рейтингу. Поняття диктатор при цьому визначено як «глава держави, що деспотично розпоряджається життям своїх громадян і не може бути усунений від влади законними способами».
Деякі титули Кім Чен Іра
| 당중앙                                                    | Центр партії                                                                       |
| 친애하는 지도자                                           | Улюблений Керівник                                                                 |
| 존경하는 지도자                                           | Шановний Керівник                                                                  |
| 현명한 지도자                                             | Мудрий Керівник                                                                    |
| 수령                                                      | Вождь                                                                              |
| 최고사령관                                                | Верховний головнокомандувач                                                        |
| 조국통일의 구성                                           | Передумова об'єднання Батьківщини                                                  |
| 민족의 운명                                               | Доля нації                                                                         |
| 백두광명성                                                | Яскрава зірка Пектусана                                                            |
| 인민의 아버이                                             | Батько народу                                                                      |
| 령도자가 갖추어야 할 풍모를 완벽하게 지닌 친애하는 지도자 | Улюблений Керівник, який сповна втілює прекрасний лик, яким повинен володіти лідер |
| 민족의 태양                                               | Сонце нації                                                                        |
| 장군                                                      | Полководець                                                                        |
| 백전백승의 강철의 령장                                    | Залізний всепереможний Полководець                                                 |
| 사회주의 태양                                             | Сонце соціалізму                                                                   |
| 21세기의 향도성                                           | Дороговказна зоря XXI століття                                                     |
| 21세기의 세계 수령                                        | Світовий Вождь XXI століття                                                        |
| 주체의 차란한 태양                                        | Яскраве сонце чучхе                                                                |
| 21세기의 차란한 태양                                      | Яскраве сонце XXI століття                                                         |
| 위대한 령도자                                             | Великий Керманич                                                                   |

## Передача влади
2009 року Кім Чен Ір вибрав своїм майбутнім наступником на посту керівника країни молодшого сина Кім Чен Ина, в якому вбачав найбільше своїх рис. У книзі спогадів колишнього шеф-кухаря Кім Чен Іра йдеться, що Кім Чен Ин дуже схожий на свого батька. 2009 року Кім Чен Ин отримав титул «блискучий товариш». За оцінками це означає, що Пхеньян має намір збудувати культ особи наступника, подібно до того, як це робилося стосовно Кім Чен Іра і Кім Ір Сена.
Засновник КНДР Кім Ір Сен за життя був відомий як «великий вождь» і отримав посмертний титул «вічного президента». Його син і Кім Чен Ір мав звання «дорогий вождь».

## Смерть
Кім Чен Ір помер 17 грудня 2011 року у своєму поїзді, як повідомляють ЗМІ самої КНДР, від «фізичної та психічної перевтоми, працюючи на благо народу», однак офіційною причиною смерті названо серцевий напад (інфаркт). Наступником глави КНДР призначений Кім Чен Ин, третій син Кім Чен Іра.
За рішенням політбюро Трудової партії Кореї Кім Чен Ір похований разом зі своїм батьком у мавзолеї Кимсусанський меморіальний палац у Пхеньяні.

## Нагороди
Кім Чен Ір був нагороджений нагородами власної країни і інших країн світу. На його похороні показували лише частину його нагород, а також 3 зірки Героя КНДР. Останню він отримав посмертно.